# Каланчак
Каланчак (на украински: Каланчак) е селище от градски тип в Южна Украйна, Каланчакски район на Херсонска област. Основано е през 1794 година. Населението му е около 11116 души.